# شیاطین (فیلم ۱۹۸۵)
شیاطین (به ایتالیایی: Dèmoni) یک فیلم ترسناک ایتالیایی محصول سال ۱۹۸۵ به کارگردانی لامبرتو باوا، تهیه‌کنندگی داریو آرجنتو با بازی اوربانو باربرینی، پائولا کوراتسی، نیکولتا اِلمی و ناتاشا هووی است.
فیلم شیاطین در اکتبر ۱۹۸۵ توسط تیتانوس توزیع شد. دنباله آن در سال ۱۹۸۶ به نام شیاطین ۲ به کارگردانی باوا و تهیه‌کنندگی آرجنتو دنبال شد. سومین فیلم شیاطین با نام کلیسا (فیلم ۱۹۸۹) به کارگردانی میکله سواوی منتشر شد.

## داستان
دو دانشجوی دختر دانشگاهی که به همراه تعدادی از افراد به‌طور تصادفی، بلیط‌های رایگان برای نمایش یک فیلم مرموز دریافت می‌کنند، جایی که به زودی خود را در تئاتر با گروهی از شیاطین درنده به دام می‌افتند.

## تولید
این فیلم در نه هفته در ژوئن و ژوئیه ۱۹۸۵ تصویربرداری شد.